# Alessandro Alessandri (duatleta)
Alessandro Alessandri (1970) es un deportista italiano que compitió en duatlón. Ganó una medalla de bronce  en el Campeonato Mundial de Duatlón de 2003, y una medalla de bronce en el Campeonato Europeo de Duatlón de 1998.

## Palmarés internacional
| Campeonato Mundial | Campeonato Mundial | Campeonato Mundial | Campeonato Mundial |
| Año                | Lugar              | Medalla            | Prueba             |
| ------------------ | ------------------ | ------------------ | ------------------ |
| 2003               | Affoltern ( Suiza) | Medalla de bronce  | Individual         |
| Campeonato Europeo |                    |                    |                    |
| Año                | Lugar              | Medalla            | Prueba             |
| 1998               | Pulawy ( Polonia)  | Medalla de bronce  | Individual         |